# Yashiro Satoshi
Satoshi Yashiro (sinh ngày 10 tháng 10 năm 1974) là một cầu thủ bóng đá người Nhật Bản.

## Sự nghiệp câu lạc bộ
Satoshi Yashiro đã từng chơi cho Mito HollyHock.